# Zelotes davidi
Zelotes davidi este o specie de păianjeni din genul Zelotes, familia Gnaphosidae. A fost descrisă pentru prima dată de Simon, 1884. Conform Catalogue of Life specia Zelotes davidi nu are subspecii cunoscute.